# Capnomancie

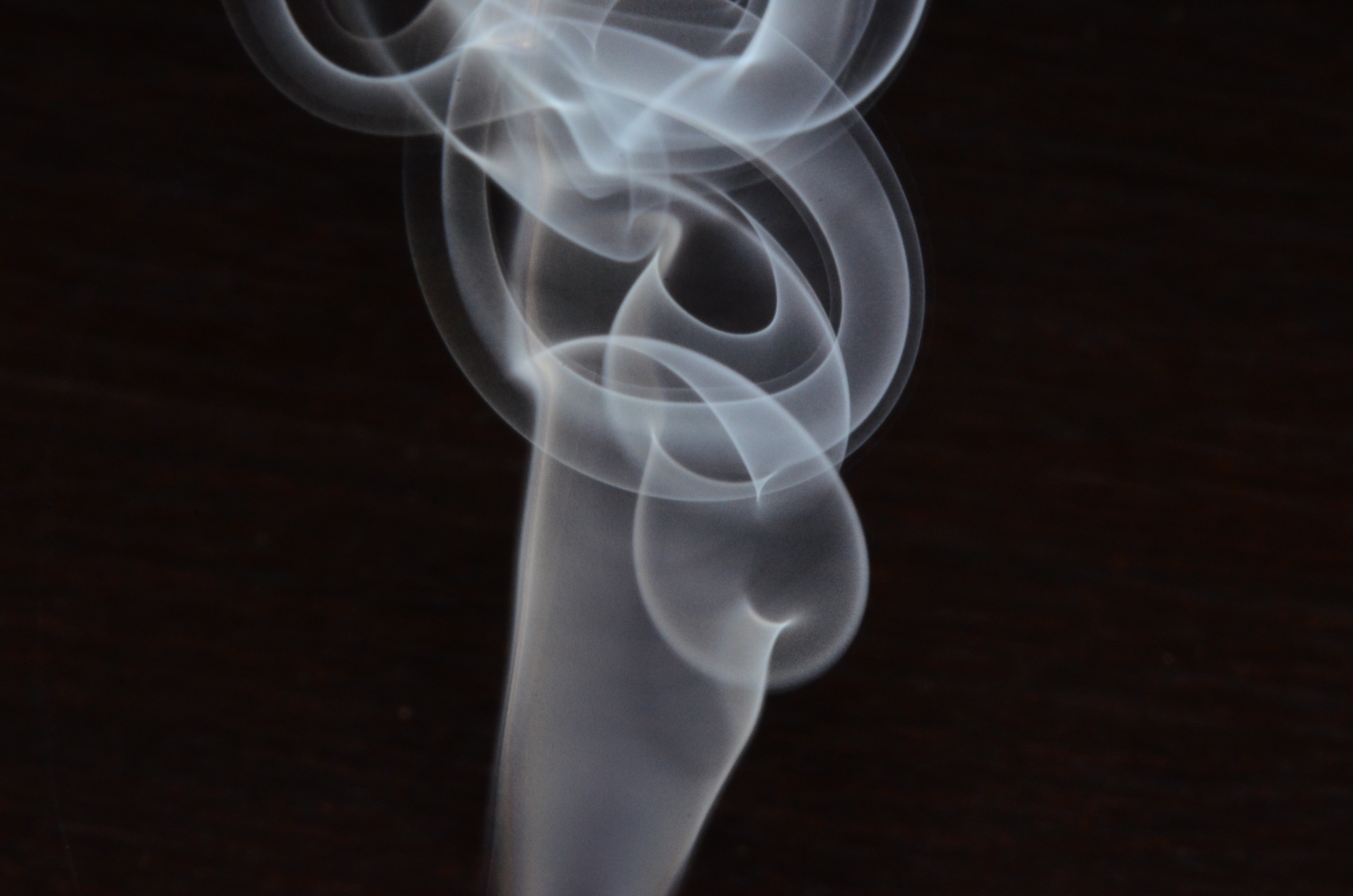
Fumée d'une bougie captée quelques instants après l'extinction de la flamme.

La capnomancie est un art divinatoire, tombé en désuétude, qui interprétait les formes et les couleurs d'une fumée pour en déduire des présages.

## Étymologie
Capnomancie est formé à partir de la racine grecque καπνός / kapnós (« fumée ») et du suffixe μαντεία / manteía (qui signifie à la fois la faculté de prédire, l'action de consulter un oracle et la capacité d'interpréter la réponse donnée),.

## Origines
Au VIIIe siècle av. J.-C., Homère fait déjà état d'une divination qui se pratiquait à l'aide de la fumée de l'encens. Dans l'antiquité, il semble qu'elle ait été pratiquée par les Chaldéens à partir de la combustion de diverses substances dont du cinabre. La capnomancie diffère de la pyromancie qui s'attache à l'interprétation des flammes s'élevant d'un foyer.

## Pratique et interprétation
Il existait deux grandes méthodes pour pratiquer la capnomancie. La première consistait à faire brûler des plantes ou des graines, et à interpréter la fumée émise en fonction de sa densité, de sa couleur, de son épaisseur et de la direction qu'elle prenait :
« On procède de la façon suivante : on jette au feu des graines de pavot, de sésame ou autres graines oléagineuses, puis on observe attentivement la fumée produite par leur combustion. Si cette fumée est légère et transparente et qu'elle s'élève vers le ciel, c'est un signe favorable dans le cas contraire, si cette fumée se répand épaisse, dense autour de l'autel, c'est d'un fâcheux augure. Le devin tire aussi des inductions des lignes ou figures formées par les capricieux méandres de la fumée, s'élevant dans les airs. »
Une seconde méthode consistait à étudier la fumée émise lors de bûchers sacrificiels :
« ...tantôt on observait la fumée des sacrifices. Cette dernière espèce de capnomancie était la plus généralement usitée, et celle à laquelle on attachait le plus d'importance. Si la fumée qui partait de l'autel était légère, peu épaisse si elle n'était point rabattue par le vent et s'élevait en ligne droite, sans se répandre à l'entour de l'autel, l'augure était bon. Théophylacte remarque que les Juifs étaient également adonnés à cette pratique, comme paraît le prouver l'histoire de Caïn et d'Abel. »